# Maru 2 Keikaku
Das 2. Kreis-Bauprogramm (japanisch マル2計画, 第二次補充計画 Maru 2 Keikaku, Dai-Ni-Ji Hojū Keikaku) war ein Flottenrüstungsprogramm der Kaiserlich Japanischen Marine von 1934. Es ist das zweite von vier Programmen, welche für die japanische Marine in den 1930ern bewilligt wurden.

## Allgemeines

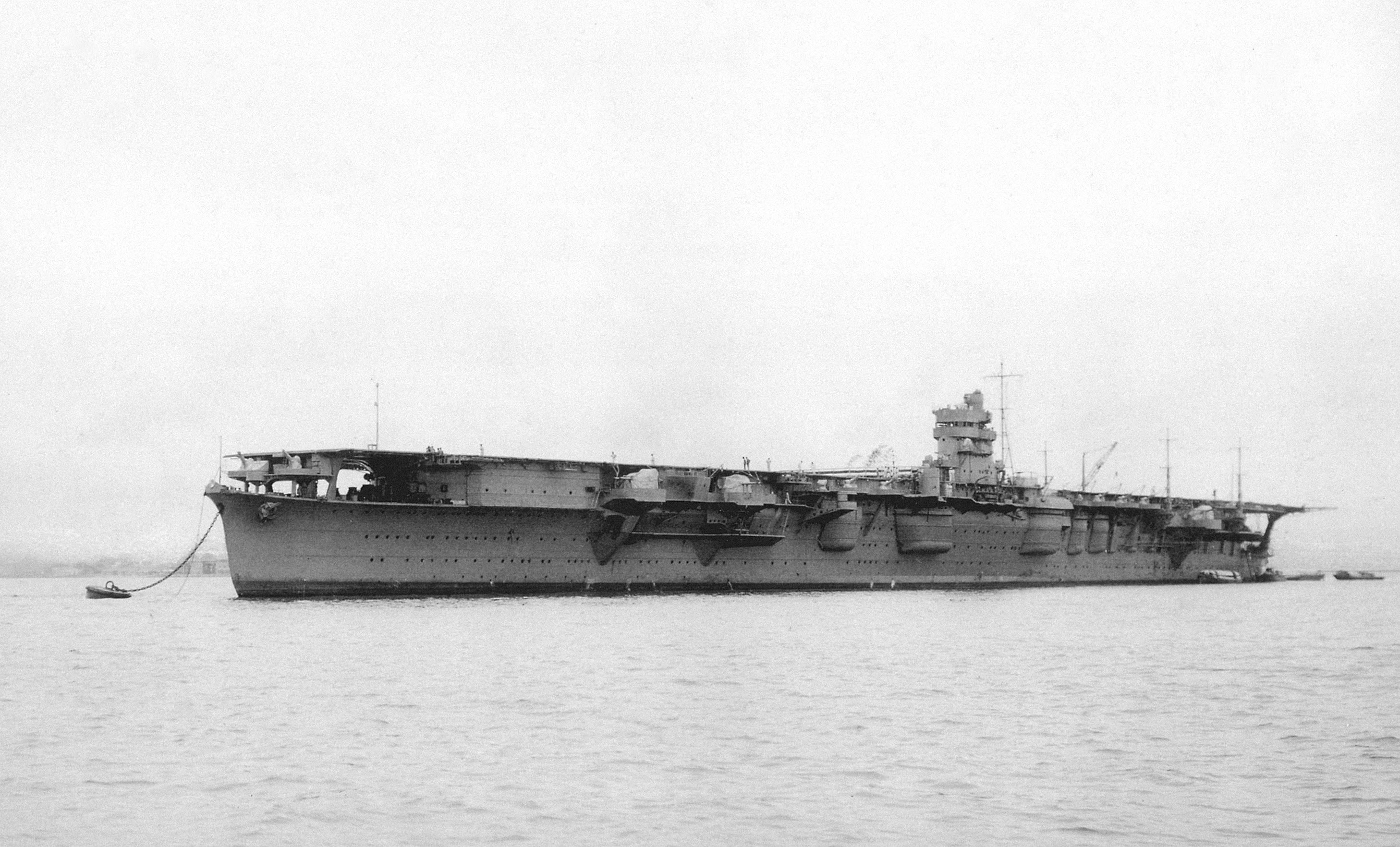
Der Flugzeugträger Hiryū 1939 auf der Reede von Yokosuka.

Die japanische Marine hatte bereits mit dem 1. Kreis-Bauprogramm (Maru 1 Keikaku) von 1931 ein Rüstungsprogramm über 42 Schiffe und 14 Staffeln für die Marineluftstreitkräfte auf den Weg gebracht. Ein weiteres Programm wurde nötig, da die regulären Haushaltsmittel für die Jahre 1932 und 1933 der Marine für den Umbau von vielen Schiffen benötigt wurden. Nach dem Tomozuru-Zwischenfall und dem Zwischenfall der 4. Flotte hatte man erkannt, dass viele der in jüngerer Zeit gebauten Einheiten gravierende konstruktive Mängel aufwiesen.
Das 2. Kreis-Bauprogramm wurde der japanischen Regierung vom Marineministerium unterbreitet und vom Reichstag 1934 ratifiziert. Das auf vier Jahre ausgelegte Programm forderte den Bau von 48 neuen Kriegsschiffen und für die Marineluftstreitkräfte eine Erweiterung um 8 Staffeln. Die zugeteilten Mittel betrugen 431.680.800 ¥ für den Schiffbau und 33.000.000 ¥ für den Ausbau der Luftstreitkräfte.

## Einheiten
| Schiffstyp           | Klasse                | Anzahl | Einheiten                                                                                 | Einheiten   | Bemerkungen                                                                |
| Schiffstyp           | Klasse                | Anzahl | Name                                                                                      | Bauzeitraum | Bemerkungen                                                                |
| -------------------- | --------------------- | ------ | ----------------------------------------------------------------------------------------- | ----------- | -------------------------------------------------------------------------- |
| Schwerer Kreuzer     | Tone                  | 2      | Tone, Chikuma                                                                             | 1934–39     |                                                                            |
| Flugzeugträger       | Sōryū                 | 1      | Sōryū                                                                                     | 1934–37     |                                                                            |
| Flugzeugträger       | Hiryū                 | 1      | Hiryū                                                                                     | 1936–39     |                                                                            |
| Zerstörer            | Shiratsuyu            | 4      | Umikaze, Yamakaze, Kawakaze, Suzukaze                                                     | 1935–37     |                                                                            |
| Zerstörer            | Asashio               | 10     | Asashio, Ōshio, Michishio, Arashio, Yamagumo, Natsugumo, Asagumo, Minegumo, Arare, Kasumi | 1935–39     |                                                                            |
| Torpedoboot          | Ōtori                 | 16     | Ōtori, Kasasagi, Hiyodori, Hayabusa, Hato, Sagi, Kari, Kiji                               | 1934–37     | 8 Bauaufträge storniert                                                    |
| U-Boot               | Junsen 3              | 2      | I-7, I-8                                                                                  | 1934–38     |                                                                            |
| U-Boot               | Kaidai VIb            | 2      | I-74, I-75                                                                                | 1934–38     |                                                                            |
| Seeflugzeugträger    | Chitose               | 2      | Chitose, Chiyoda                                                                          | 1934–38     | später zu Leichten Flugzeugträgern umgebaut                                |
| Seeflugzeugträger    | Mizuhō                | 1      | Mizuhō                                                                                    | 1937–39     |                                                                            |
| U-Jagdboot           | Kusentei Nr.3         | 1      | Nr.3                                                                                      | 1935–36     |                                                                            |
| U-Jagdboot           | Kusen-Tokumutei Nr.51 | 2      | Nr.51, Nr.52                                                                              | 1936–39     |                                                                            |
| U-Jagdboot           | Kusen-Tokumutei Nr.53 | 1      | Nr.53                                                                                     | 1937        |                                                                            |
| U-Boot-Begleitschiff | Tsurugizaki           | 2      | Tsurugizaki, Takasaki                                                                     | 1934–40     | später zu Leichten Flugzeugträgern umgebaut (umbenannt in Shōhō und Zuihō) |
| Werkstattschiff      | Akashi                | 1      | Akashi                                                                                    | 1937–40     |                                                                            |